# Řád pracovní slávy (Moldavsko)
Řád pracovní slávy (moldavsky: Ordinul Gloria Muncii) je státní vyznamenání Moldavské republiky. Založen byl roku 1992 a udílen je za zásluhy a významný přínos v oblasti kultury, vědy, sportu, veřejného či socioekonomického života.

## Historie a pravidla udílení
Řád byl založen parlamentem Moldavské republiky dne 30. července 1992 zákonem č. 1123. Udílen je za činnost ve prospěch veřejnosti a za významný přínos v oblasti kultury, vědy, sportu, veřejného či socioekonomického života. Velmistrem řádu je úřadující prezident Moldavska.

## Insignie
Řádový odznak o průměru 45 mm je vyrobený z pozlaceného tombaku a má tvar osmicípé hvězdy. Čtyři cípy mají tvar klasu. Uprostřed je stylizované postříbřené ozubené kolo s nápisem GLORIA MUNCII • MOLDOVA. Uprostřed je barevně smaltovaná moldavská vlajka. Na zadní straně je spona umožňující připnutí odznaku k oděvu.
Stuha je žlutá s červeným a modrým pruhem lemujícím oba okraje.